# Ketevan Geladze
Ketevan Geladze (grúz betűkkel: ქეთევან გელაძე; 1858. – 1937. május 13.) Sztálin édesanyja.

## Életrajza
Grúz ortodox parasztcsaládba született, apja, Glah Geladze, fiatalon meghalt és a család szegény maradt, valahogy az anyja képes volt megtaníttatni írni-olvasni. Keke (კეკე) néven is ismert. Oroszos névváltozata Jekatyerina (Georgijevna) Geladze.
Geladze 16 évesen ismerte meg Beszarion Dzsugasvilit, akivel összeházasodott. Első két gyermeke a születés után nem sokkal meghalt – Miheil 1876-ban, Giorgi a következő évben. Csak harmadik (és utolsó) fia, Joszif érte meg a felnőttkort, ő 1878. december 6-án született. A „Szoszónak” becézett Joszif erőszakos otthonban nőtt fel: apja, „Beszo”, folyton részeg volt, anyját és őt gyakran bántalmazta. Mielőtt Joszif 10 éves lett, Beszarion elhagyta a családi otthont (egyes források szerint a felesége kidobta). Önmaga és a fia fenntartásáért Geladze bármely alantas munkát kénytelen volt elvállalni, jobbára házimunkát, varrást és mosást.
Geladze gyakran dolgozott Gori gazdag zsidó kereskedőinek házaiban, és néha a fiát is magával vitte. Rá okos gyermekként emlékeznek, és néha el is szórakoztatta néhány alkalmazóját. Köztük volt David Piszmamedov is, aki tanulásra bátorította a fiatal Sztálint, pénzzel és olvasnivalóval látta el.
Anyja célja az volt, hogy fia pap legyen és valahogy – talán Piszmamedov segítségével – elég pénzt gyűjtött a taníttatására. 1888-ban be tudta iskolázni Joszifot a Gori egyházi iskolába és később, anyja támogatásával, felvették a Tbiliszi Teológiai Szemináriumba, a Grúz Ortodox papképző intézményébe, amit 16 éves korától látogatott.
Későbbi élete folyamán, ahogy Sztálin egyre feljebb jutott a kommunista uralkodó elitben, anyját egy kaukázusi palotában helyezte el, ami korábban egy cári helytartóé volt. Ott csak egy apró szobát foglalt el, ahonnan gyakran írt leveleket a fiának és menyének. Csak grúzul beszélt, oroszul soha nem tanult meg. Leveleire nem kapott választ, és Sztálin sem látogatta meg őt egészen 1935-ig, amikor már nagyon beteg volt.
N. Kipsidze, egy orvos, aki öregkorában kezelte Geladzét, visszaemlékezett rá, hogy Sztálin megkérdezte a találkozásukkor:
– Miért bántottál olyan keményen?
– Attól sikerültél ilyen jóra – válaszolta Keke, aztán visszakérdezett:
– Joszif, pontosan most mi is vagy te?
– Emlékszel a cárra? Nos, olyasmi vagyok, mint a cár – válaszolta Sztálin.
– Jobb lett volna, ha pap lesz belőled! – torkolta le az anyja.
Két évre rá, 79 évesen halt meg.